# Sakai (Fukui)
Sakai (jap. 坂井市 Sakai-shi) ist eine Stadt in der Präfektur Fukui in Japan.

## Geschichte
Die Stadt ging am 20. März 2006 aus dem Zusammenschluss der Gemeinden Harue (春江町, -chō), Maruoka (丸岡町, -chō), Mikuni (三国町, -chō), Sakai (坂井町, -chō) des Landkreises Sakai (坂井郡, -gun) hervor.

## Geographie
Sakai liegt südlich von Kanazawa und nördlich von Fukui am Japanischen Meer.

## Sehenswürdigkeiten

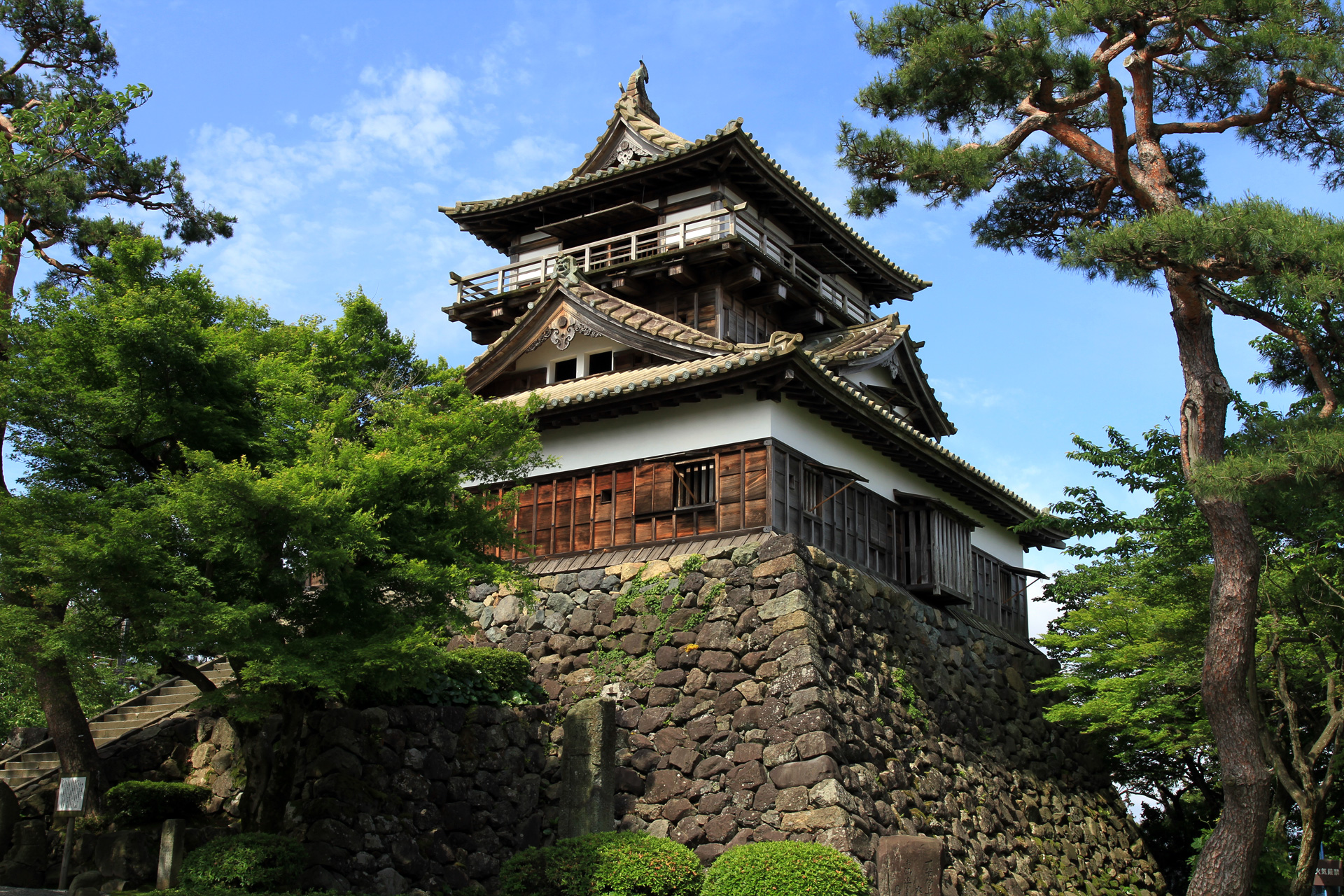
Burg Maruoka

Sakai ist bekannt für die in Tōjinbō häufigen Selbstmorde.
- Burg Maruoka
- Echizen Matsushima Aquarium, Freizeitpark

## Verkehr
- Straße:
  - Hokuriku-Autobahn
  - Nationalstraße 8
  - Nationalstraße 305, 364, 365
- Zug:
  - JR Hokuriku-Hauptlinie nach Maibara und Joetsu
  - Echizen Mikuni-Awara-Linie

## Söhne und Töchter der Stadt
- Ai Takahashi (* 1986), Sängerin bei Morning Musume

## Angrenzende Städte und Gemeinden

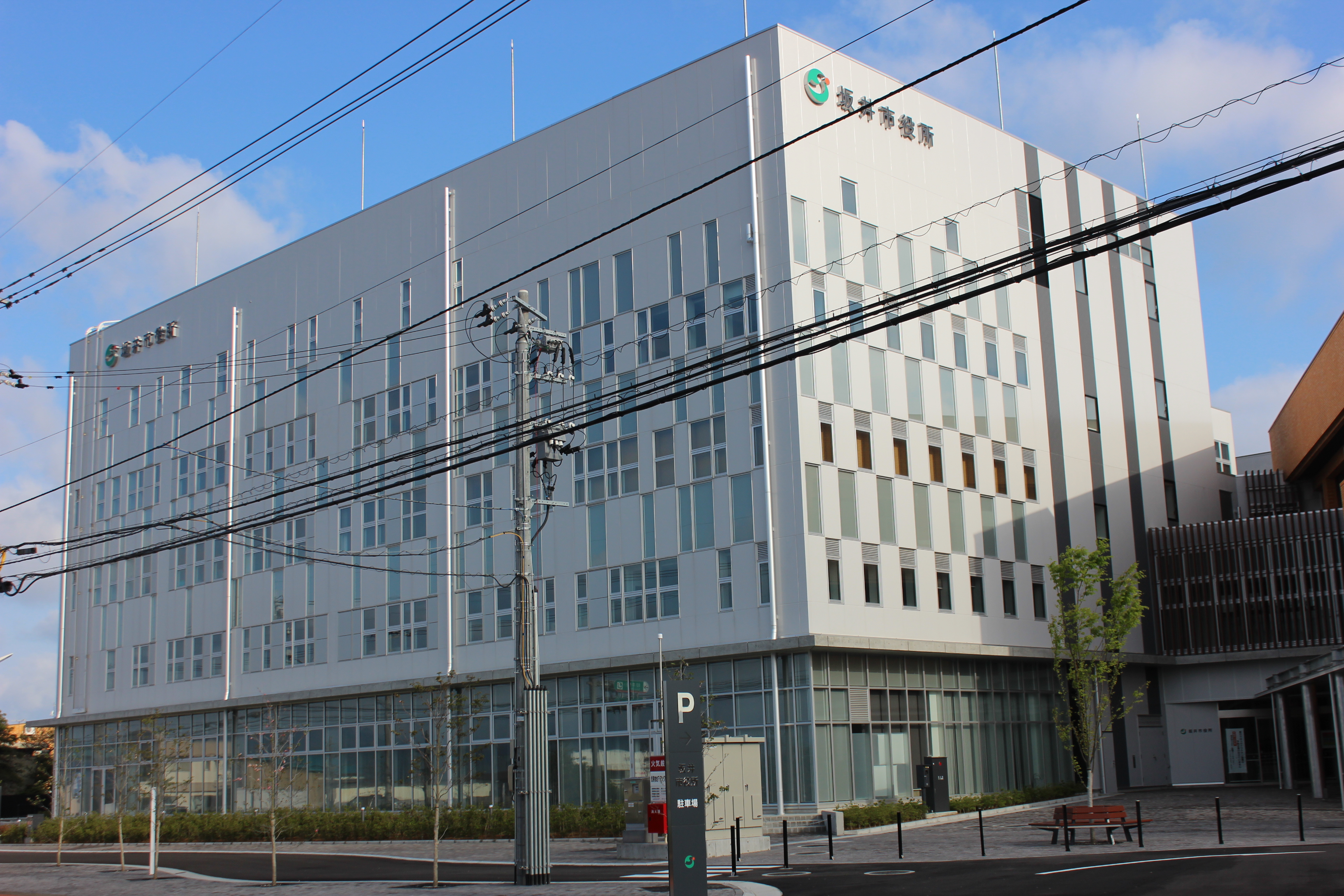
Rathaus

- Präfektur Fukui
  - Fukui
  - Katsuyama
  - Awara
  - Eiheiji
- Präfektur Ishikawa
  - Kaga